# Steinberg (Paulsdorfer Heide)
Der Steinberg (auch Erashöhe) ist eine Erhebung in der Paulsdorfer Heide im unteren Osterzgebirge.

## Lage und Umgebung
Die Erashöhe liegt auf dem Stadtgebiet von Dippoldiswalde  im Landkreis Sächsische Schweiz-Osterzgebirge südwestlich von Seifersdorf, westlich der Talsperre Malter und nordöstlich von Paulshain.

## Geschichte
Im Jahr 1899 soll der von 1887 bis 1905 amtierende Höckendorfer Oberförster Rudolf Karl Eras (†22.02.1914 Höckendorf) für seine herausragenden Dienste die Widmung der höchsten Erhebung auf dem Steinberg erhalten haben. Andere Quellen besagen, dass der Geheime Medizinrat & Bezirksarzt Dr. Eras in Pirna für seine Dienste am 1902 erbauten Genesungsheim Seifersdorf die Widmung für die Erhebung erhielt, die in der Folge die Erashöhe genannt wurde und als Aussichtspunkt in Richtung Süden diente. Im Jahr 1979 errichtete der Kulturbund Seifersdorf dort eine Schutzhütte, die am 30. Oktober 2018 durch einen Brand zerstört wurde. Im Jahr 2020 wurde eine neue Schutzhütte gebaut. Im Jahr 1934 wurde der Plan zum Bau eines Aussichtsturmes vom Heimatverein Seifersdorf wegen zu hoher Kosten verworfen. 